# 台灣黑熊
臺灣黑熊，俗稱：狗熊、月熊。是臺灣特有的亞洲黑熊亞種（臺灣唯一性的原生熊類），胸前的V字型白色條紋（太魯閣語稱做 rabang）是亞洲黑熊共有的特徵。台灣黑熊現存族群數量約為200－600隻，出沒於台灣中央山脈海拔1,000公尺－3,500公尺的山區，活動範圍可達560平方公里。早在1932年日本探險家堀川安市所著的《台灣哺乳類動物圖說》中，因土地開發導致棲息地喪失，臺灣黑熊的數量正在下降中。在1989年依照中華民國《野生動物保育法》，台灣黑熊被列為瀕危。2001年台灣黑熊被選為台灣最具代表性的野生動物，現今不少台灣公司、企業、政府機關，都選用台灣黑熊作為吉祥物，是著名的台灣意象之一。

## 生物特徵

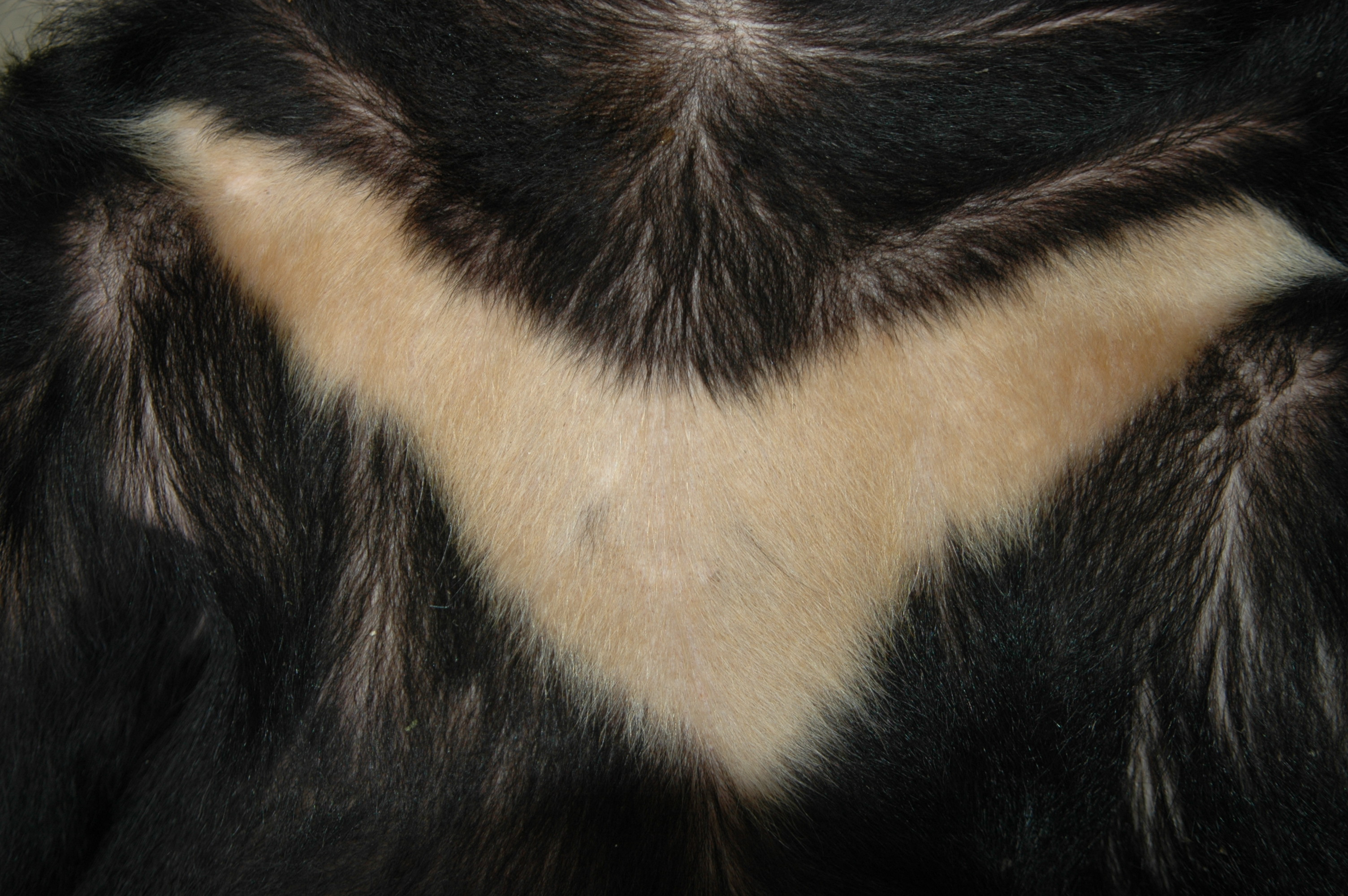
臺灣黑熊胸頸之際的V字形白毛

臺灣黑熊很強壯，體長約120-180公分，肩寬60－70公分，體重約60-150公斤。牠的頭呈圓形、頸部短、眼睛小、嘴部很長。頭圍約40－60公分。耳長8－12公分，牠的吻部形狀像狗，因此許多人習慣稱呼牠為「狗熊」。牙齒具42顆（上、下頷各6顆門齒、2顆犬齒、8顆前臼齒，以及上4顆和下6顆的臼齒。後臼齒呈平滑略凹凸狀，適削磨粗礪植物與果實）。牠的[尾巴]短，通常不到10公分。前、後腳掌均具5趾。12月左右為繁殖期。懷孕期約6個月，每胎產約1－3個寶寶。三歲左右性成熟。母熊前胸具有乳頭三對。身體覆蓋著粗且濃密而具有光澤的黑毛，在[頸]部的毛可以超過10公分長。牠的[頷]部末端是白色的，「在胸口有黃色或白色毛呈V字型」、或是弦月的形狀，因此英文中也有月熊（Moon Bear）的稱呼。

## 習性

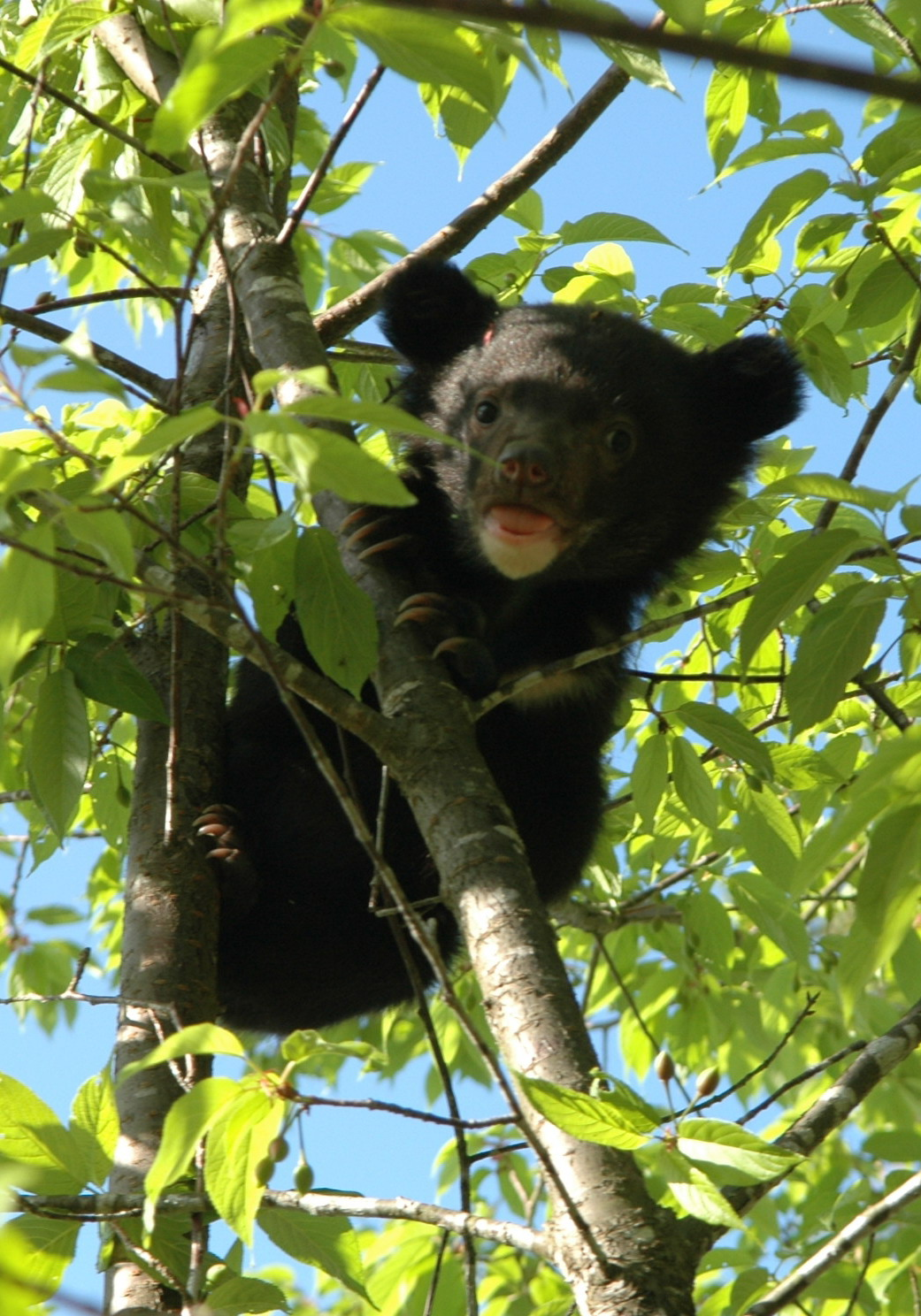
樹上幼熊

屬於森林型動物，除交配期或撫育小熊期間外，通常獨居。白天在樹洞或岩洞內休息，是全世界唯一有築巢特性的熊類，黃昏或夜晚時外出覓食。活動範圍大（約500平方公里，主要依據食物分布廣度與豐富程度），較偏好棲習海拔1,500公尺（1,000公尺）至2,500公尺之間針葉林、闊葉林及針闊葉的山區（但是出沒記錄其最高為海拔3,700公尺、最低則為300公尺。依研究資料，日治時期之報導顯示，有目擊其於海拔100公尺處生活紀錄），習慣於四處遊走（是增加植物種子散播距離的最佳散播者）。休息區域有時為樹洞、石壁下、岩洞裡，有時會上樹折枝或於草區折草為窩（熊窩深約30公分，外徑約80至150公分），擅涉水、爬樹，孔武有力，在受傷、受逼迫或保護幼熊時攻擊性強，速度快（時速30至40公里）。無冬季冬眠習性，但可能會移至較低海拔區域覓食。
臺灣黑熊屬雜食性，是聰明的機會主義覓食者，其覓食策略乃依食物養分含量、消化率影響及食物的豐富度為考量。考量長期的營養和能量需求而言，黑熊通常會選擇混和進食，以避免身體缺乏鈣、蛋白質等其他必要養分。在各種環境中，超過80%的食物來自於植物，是為其短期內更有效地獲得最大能量。
性成熟：約3至4歲（雄性較雌性晚一年成熟）。發情期：每年6至8月份。雌體懷孕期：約6至7個月（受精卵較常有延遲著床現象）。野外雌體常在12月至隔年2月間生產（一次生產1至3隻幼體），哺乳期：約6個月期。幼體離巢，會繼續跟隨雌體四處游移（熟悉環境、學習求生技能），直到再隔年雌體重新發情才遠離。雌體育幼期間不發情（形成一隔年生產模式）。

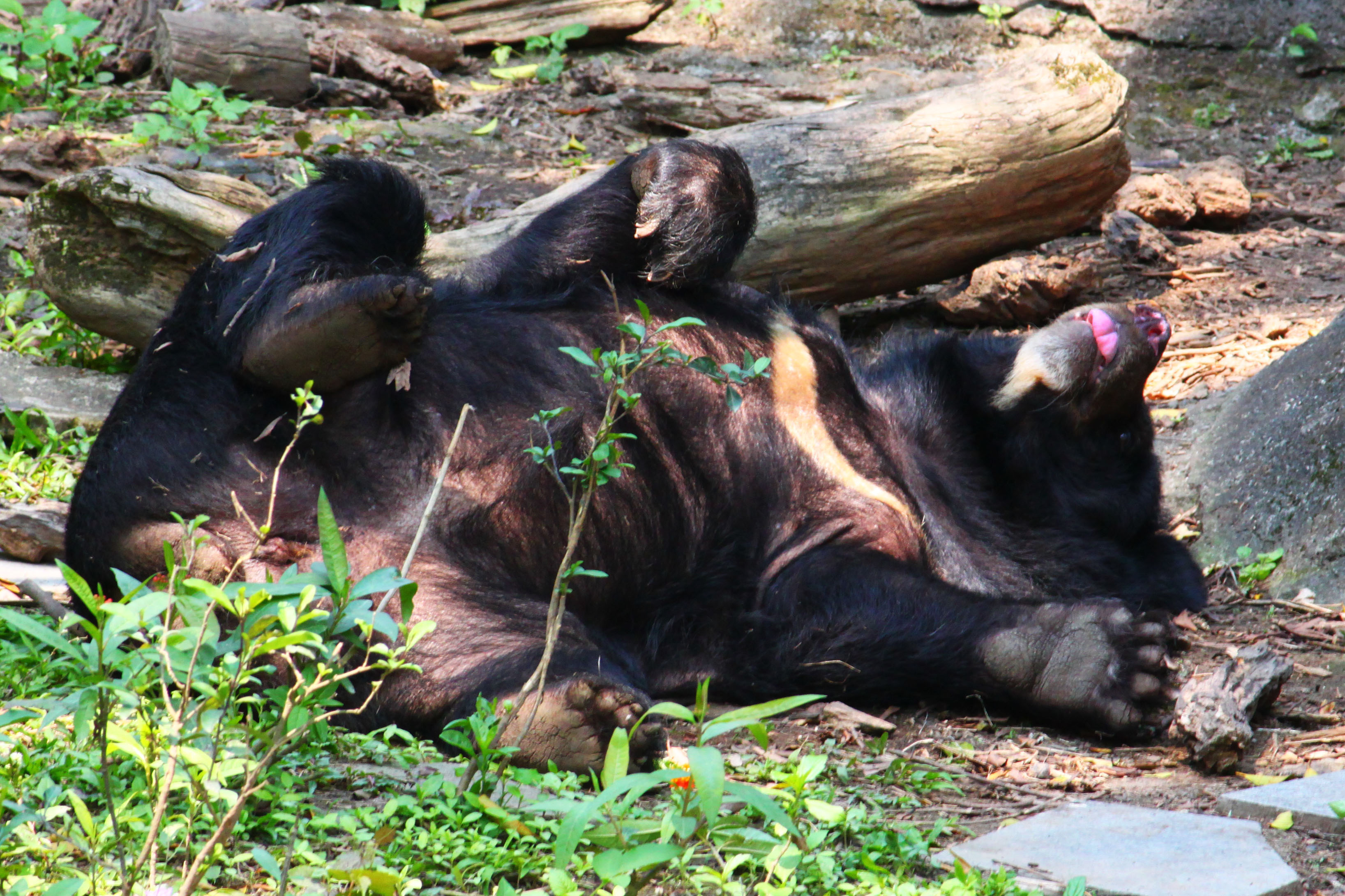
四腳朝天的黑熊

### 植物性食物種類
黑熊找食的植物通常種類及部位繁多，包括植物的根、莖、葉與果實。對於食物的接受度相當廣泛。
- 咬人貓(全株佈有細毛會分泌蟻酸的植物)：莖、葉。
- 樟科果實：香楠、臺灣肉桂和各種木薑子。
- 其他果實：懸鈎子、山蘋果、呂宋莢蒾、山櫻花、山柿等。為動物在夏、秋兩季的食物提供（地處低、中海拔山區）。
- 其他果實（殼斗科堅果）：青剛櫟、鬼櫟、森氏櫟、狹葉櫟、錐果櫟、臺灣胡桃等。因富含高脂肪與能量，可幫助動物在秋、冬二季中，能快速累積脂肪、抵禦低溫。

### 動物性食物種類
當植物性食物短缺時，會增加捕食動物的機會（捕獵孱弱個體或撿拾屍體腐肉），黑熊會獵捕台灣野豬、山羌等，但主要以小型動物、昆蟲為主，台灣黑熊極度喜愛蜂蜜、蜂蛹、蜂蠟、蟻蛹（此為提供動物性蛋白質與必要之胺基酸養分的重要來源），亦有侵入養蜂場偷食蜂蜜的紀錄。
- 有蹄類：山羌、水鹿、野豬、台灣長鬃山羊。
- 昆蟲：蜜蜂、甲蟲、蟻蛹。
- 水中生物：魚類、螃蟹、蝦。

## 與人的關係

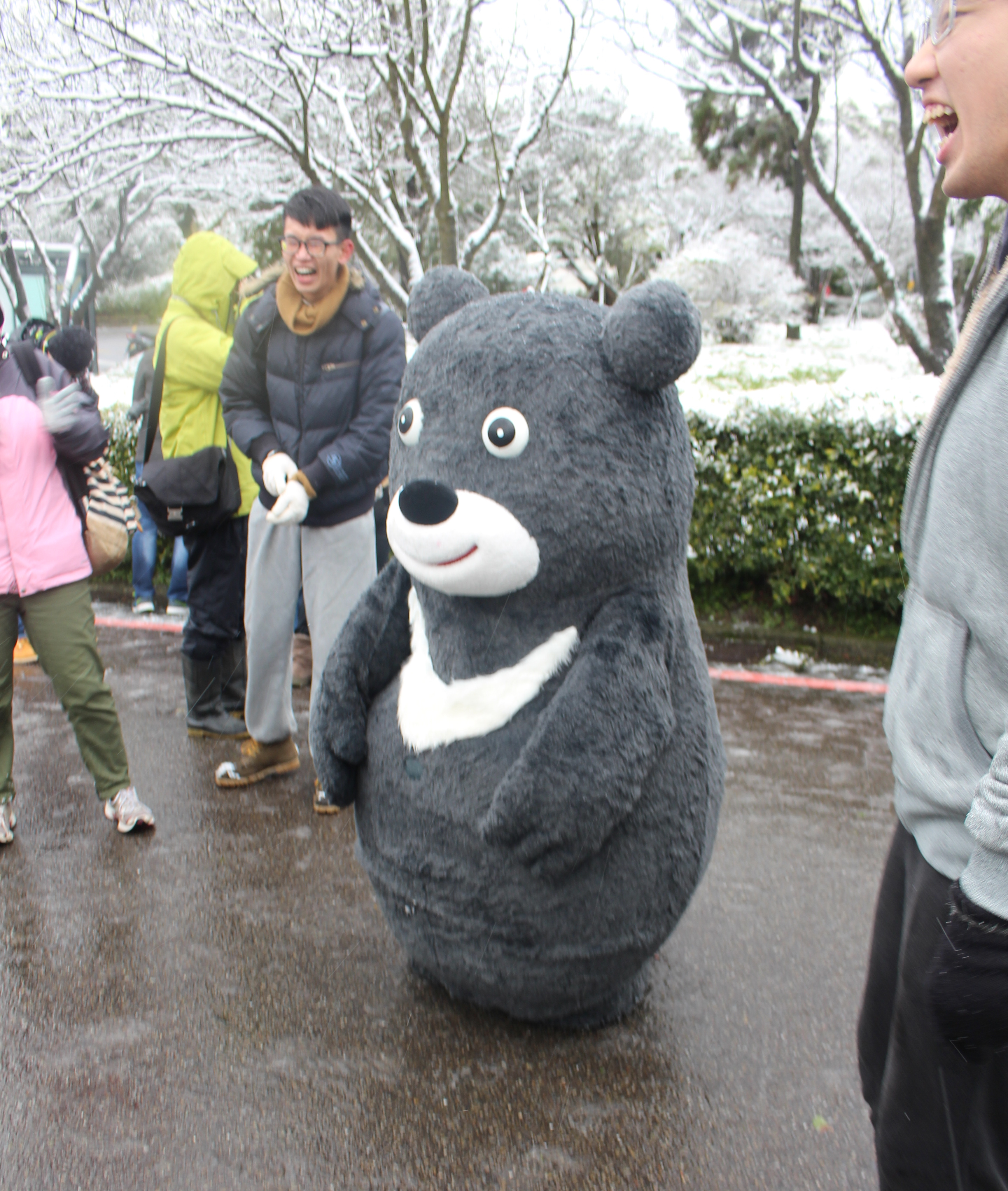
臺灣黑熊吉祥物布偶在雪季臺灣臺北陽明山國家公園

台灣黑熊生性謹慎（遠遠聽到聲響即遠避），不主動攻擊人類。若意外碰上，最好是面對著對方，靜靜、慢慢地退離相遇現場。切莫急速轉身且驚慌大叫及狂奔逃離，這樣可能會促發黑熊追逐本能與加速攻擊意願。

### 殘餘棲地、道路開發
原範圍已受限之棲地區域，卻因道路開發的影響，活動範圍更加地破碎、分割，亦無適居的可能，也侵害了繁衍不易的黑熊族群。

### 盜獵
玉山國家公園紀錄，1980年時期，盜獵而亡約有22％，其主因為漢族的食熊傳統覬覦其肉體具療效之故，1990年時期，盜獵而亡－飆至59％。
2022年5月6日凌晨5時，因失去衛星接收訊號的公台灣黑熊（原編號「711」，4月12日以新編號「568」重新野放），歷經數日搜索，保育團體後於9日發現其遺骸，經檢偵後，確認人為釀禍偵結。

### 紀錄片
生態紀錄片：臺灣節目《MIT台灣誌》導演兼製作人麥覺明歷時11年執導的紀錄片《黑熊來了》，於2019年12月13日發布全臺上映，至2020年1月12日止，全臺票房已突破新臺幣1,000萬元關口。

## 保護狀態
從1997到2000年共有15隻玉山國家公園的臺灣黑熊被裝上無線電項圈，目擊黑熊的事件非常多，有證據證明尚有300隻臺灣黑熊存在。從1979年開始臺灣黑熊正式被列入保護動物。但盜獵可能沒有因此禁絕，對台灣黑熊的危害依然存在。當年捕捉到的15隻黑熊中，由於盜獵陷阱有8隻喪失了腳趾或是腳掌。
從1999年至2007年間，臺灣黑熊依中華民國《文化資產保存法》列入瀕危動物或珍貴稀有動物，之後在農委會公告的《保育類野生動物名錄》中屬於「瀕臨絕種野生動物 」。在國際上，亞洲黑熊屬《瀕臨絕種野生動植物國際貿易公約》（CITES）的附錄I，禁止國際間對這個物種任何產品與任何形式的交易、也是世界自然保護聯盟的《IUCN紅色名錄》易危物种。

### 族群移動方式與分佈調查
屏東科大黑熊研究團隊自2008年起，就陸續將野外之黑熊，以捕捉方式進行形質測量與DNA建檔、用戴頸圈方式，偵測其族群移動方式與分佈，倘若發現受傷黑熊，還能及時救治處理。
現存數量估算：
資料累計自2009年至2014年間：
1. DNA分析（個體鑑別－玉山國家公園範圍）：139隻。
2. 捕捉繫放（大雪山區域）：8隻。
3. 以捉放法方式去估算現存數：約200隻左右（600隻－研究者表示應是高估的狀態）。

### 中途照養、人為照護及野放山林
中途收容：
當急需暫時性的人類照護（降低人為接觸、不讓人與食物印象產生連結，臨野放前須作"趨避訓練"）、並靜待評估下一步處理與方向（例：野放或圈養）。處理方式：規劃一獨立空間（野場），利遠離圈養個體，避免嗅覺、視覺之可及因素，以降低彼此干擾因素。
野放（優先考量）：
野放地點考量：1.遠離人群。2.食物充足。3.評估預野放區域，其熊個體數量、密度多寡，野放後對當地族群基因之影響。當確定適合地點後，再決定後續運輸模式，4.野放後之追蹤時效（歷四季監測較理想且完整）。
圈養（最終選擇）：
永久性收容（地點為低海拔試驗站，適用無法再回返野外生存之個體，施以與野放、中途照護相反模式處理）。
易產生之缺點（倘若環境與空間處理不當，則易出現動物刻板行為模式，嚴重時將自殘）。為避免出現動物刻板行為，除提高黑熊們生活環境豐富化。在2017年，特生中心亦針對每隻黑熊個體特性，進行個別化動物行為的訓練，以提升身心健康
實際案例：
中途收容：
1976年（民國65年），花蓮縣豐山村一婦人意外收養到一隻小台灣黑熊（當時誤將小熊當成狗仔飼養，收容了為期一年多，因其體型愈養愈大，脾性也愈大愈兇，後擔心其若逃離牢籠後會誤傷到鄰里而棄養之）。
2022年4月12日，早年編號為「711」之公台灣黑熊，改以新編號「568」再度重新野放（預計野放至海拔1,380公尺之原始闊葉林）。
野放：
2019年4月30日，「南安小熊（Buni）」（2018年7月走失）歷經各方團隊協助，最終野放花蓮縣卓溪鄉山林中。同年6月29日（野放小熊後的第二個月），於一處山岩大崩壁芒草基部乾燥處，發現野放小熊自動脫落的衛星訊號追蹤頸圈，追蹤團隊觀察周遭生活環境，預判野放效果成功。
2020年5月17日，臺東林管處於中央山脈深處，野放一隻年前（2019年7月27日）與母熊走散的小母熊（廣源小熊－Mulas），其歷經了約十個月的野放訓練後，才達到野放標準。2021年6月，臺東林管處運用衛星發送卸除頸圈指令訊號，解除Mulas頸上追蹤頸圈。
圈養：
臺北動物園（計有10隻左右）、六福村、屏科大、壽山動物園與特生中心各自均有圈養黑熊（大都以教育展示為主），南投特生中心則位處山林內，目前育有7隻來自各方收容的黑熊

### 建立基因資料庫
臺灣大學動物科學技術學系朱有田教授，利用屏東科技大學野生動物研究所，黃美秀研究團隊所提供(多年蒐集)的臺灣野外黑熊排遺，建立起臺灣第一座野外黑熊基因資料庫。利用排遺裡的DNA，建立臺灣黑熊族譜關係與親子鑑定，自2009年至2019年止，已建立157隻野外黑熊基因遺傳樣本。此舉可避免台灣黑熊因近親繁殖，導致族群數量逐年縮減(易引發隱藏性基因缺陷及疾病)。
未來計畫（細胞複製再生計畫），當必要時，可取出液態氮（零下196度C）低溫冷凍之活細胞，以細胞複製再生技術，複製出台灣黑熊。

## 目擊事件
- 2020年花蓮林保署在卓溪鄉展開在地調查：有百分之八十六看過熊痕跡、百分之六十七目擊熊、百分之一十四有過人熊衝突經驗[26]。

- 2009年5月20日在玉山國家公園瓦拉米山屋步道目擊黑熊並加以拍照攝影。[27]

- 2011年7月10日台20線205公里處約海拔300－400公尺高的南橫山區目睹臺灣黑熊之後台鐵自強號行經新武呂溪橋池上＝海端間時，有三列班車目擊。[28][29]

- 2017年12月下旬，在利嘉林道用紅外線數位攝影機拍到。[30]

- 2018年7月10日，花蓮南安瀑布，臺灣紀錄史上第一頭與母親失散的小熊（取名為「南安小熊－Buni」，耳標編號：191，暱稱名為「妹ㄚ」），原預想讓其母熊回原失散處將其帶回，但因媒體披露，促民眾齊集圍觀拍攝事件。在小熊歷經肺炎、腸胃炎、貧血，被動保團體以緊急安置救助處理。2019年4月30日，健康長大的小熊，經各方團隊協助，最終野放至花蓮縣卓溪鄉的山林中[31]。2019年6月29日（野放小熊後的第二個月），於一處山岩大崩壁芒草基部乾燥處，發現野放小熊自動脫落的衛星訊號追蹤頸圈，追蹤團隊觀察周遭生活環境，預判野放效果成功。2019年8月30日，於發現頸圈處後增設的自動相機，拍到其身影與其他黑熊、山羌、水鹿、獼猴等影像[32]。

- 2019年3月2日，阿里山森林鐵路鐵道目睹拍下臺灣黑熊下山覓食之影片。

- 2019年7月27，臺東縣海端鄉廣原村村民王萬有發現一小熊（取名為廣原小熊－Mulas，意為：台灣野莓）[33]，經緊急通報林管處與黑熊保育協會，暫以隔離保護，試誘母熊來領回小熊（此案為台灣首例失親幼熊暫置收容案例）[34]。同年7月27日晚間，轉移安置小熊鐵籠至原發現處的僻靜樹林內，盼其母熊可自行領回。但至隔天（28日）上午，依舊未見母熊蹤影。照護團隊討論後決議，暫由照護人員餵食，但依舊以原地野放為限（第一階段暫定10天）[35][36]。同年8月7日，由於試著原地放養的小熊，其母熊一直未現行蹤。經討論後決議，移轉至林管處轄屬場域繼續餵養至約一歲年紀後，再行以適時適地野放處理[37]。同年8月28日，小熊體重於餵養一個月後，已由當初發現時的3.9公斤增長至目前的7.43公斤[38]。同年8月6日，經臺北市立動物園的基因鑑定之下，小熊性別為母熊[39]。

- 2020年3月17日，花蓮縣卓溪鄉當地黑熊巡守隊於南安友善田區發現1隻4歲且已具泌乳現象的母黑熊，發現時已死亡多時，死亡原因待查，初步排除人為所致（無耳標，四肢完整），熊屍已轉送淡水家畜衛生試驗所剖檢，以利查明相關死因[40][41]。4月9日公布剖檢結果，其生前因不明原因自峭壁、高處墜落重傷，爾後又再遭其他動物啃咬致死[42]。

- 2022年11月21日，玉山國家公園管理處設立的山區監視器，拍到母熊帶著2隻小熊於山區覓食之畫面[43]。同年12月31日，新聞媒體轉播網友分享影片（其於南橫山區道路沿線，意外拍攝到母子三熊於路中併行畫面），於後相關單位亦證實，近期黑熊出沒頻繁之預警，並提醒如意外目睹到黑熊出沒，敬請放慢車速。拍攝到的影片請勿立即發布公示，以避免短期吸引大眾到場圍觀，進而影響其正常生態運行[44]。

- 2024年6月（因於19日接收到疑似死亡訊號），林業署台中分署同日發動搜索，兩日後（21日）終尋獲已死亡多日的Ziman遺骸（其為同年5月在大安溪上游的原始森林野放的台灣黑熊個體）[45]。同年7月，臺中市和平山區之桃山部落族人利用紅外線自動相機陸續獲取到兩組台灣黑熊活動的蹤影（一組為母熊帶著2隻小熊、一組為1隻亞成熊）[46]。

- 2025年6月8日午後15時許，台東林保署接獲通報，南橫公路于霧鹿路段（178.4公里）處，民眾發現一台灣黑熊幼熊屍骸（當時已無生命跡象疑似高處墜落致死）[47]。同月10日，林保署台中分署新聞稿發布，台中市南勢部落之山林守護隊自同年五月起，兩個月內已二度捕獲在地黑熊（於海拔1,177公尺區域）現身畫面。分署特頒發服務獎勵金予資鼓勵[48][49][50]。

### 人熊遭遇與衝突
- 近年來，黑熊數量增加，族群漸擴張[51]。2020年花蓮林保署在卓溪鄉展開在地調查：其中，百分之一十四有過人熊衝突經驗（計：2022年1件、2023年7件、2024年2件、其2025年1至4月止已達6件）[26]。

- 2014年花蓮大分山區，麥覺明攝影團隊與屏東科大（台灣黑熊保育）研究團隊目擊一隻年輕（體重破百）的公熊「號稱：熊吉拉」，運用技巧在未觸動陷阱情況下將捕熊陷阱裡的蜂蜜全部吃光。

- 2019年9月27日，臺東縣海端鄉利稻村出現一隻小公熊，闖入雞舍偷食雞飼料。被誘捕後，交由台東林管處緊急安置，並移至特有生物保育研究中心低海拔試驗站照養與訓練，取名《利稻小熊》，經過 3 個月照養後，體重由原來 16 公斤，長到 37.5 公斤重，經過 2 次的健康檢查，顯示小熊健康狀況良好[52]。，但在2020年1月2日發現利稻小熊已意外逃出籠舍，誘捕數日未果，研判應該已經回到大雪山山區。[53]。

- 2020年4月，臺東錦屏林道母熊，前掌雙雙中陷阱，在救傷、收容2個月後，才野放回山林。

- 2020年10月1日，東勢林管處已確認編號「711」之公台灣黑熊，又再一次誤觸農家原預計用來抓山豬的套索陷阱而濺血，此為其第二或第三次誤中陷阱。同日下午，黑熊在特生中心獸醫團隊的救援下，順利脫困並送往特生中心照護。這隻黑熊的活動範圍，經特生中心歷時22個月人造衛星的追蹤，其涵蓋了臺中和平區和苗栗泰安鄉及台8線以北的範圍（含大雪山森林遊樂區、雪霸國家公園，還有雪山坑溪野生動物重要棲息地）[54]。

- 2021年1月23日，事隔3個多月，編號「711」之公台灣黑熊，第四次誤入陷阱，導致發現時，左前掌已有套索勒痕及表皮挫傷。轉運特生中心低海拔試驗站進行安置處理[55]。

- 2022年5月9日，原編號「711」之公台灣黑熊，於4月12日以新編號「568」[56]再度野放（位居海拔1,380公尺之原始闊葉林）。6日凌晨5時，因失去衛星接收訊號，7日即啟動搜索行動，9日發現遺骸（距南投仁愛鄉武界產業道路近100公尺處）。發現其有掩埋現象，屍體雖完整，但發報器失蹤，初步外觀檢視頭、胸部有明顯外傷，責任單位林務局將遺體轉農委會家畜衛生試驗所進行解剖相驗死因真相及報請警政署保七總隊進行刑事偵辦處理[57][58][59]。經解剖發現，頭骨局部碎裂，身上亦發現彈孔，確認人為釀禍。南投檢警於後查獲田姓、馬姓倆人涉有重嫌，檢方偵訊後依「違反野生動物保育法」及「毀損」罪嫌移送，同年5月20日，被裁定以3萬元交保[60]。

- 2023年7月，一隻命名為（達古阿里）的台灣黑熊，因在卓溪鄉咖啡園誤觸陷阱受傷而被收容療傷，同年11月13日，康復後野放山林。2024年3月，因滋擾部落而被捕收容管束，同年12月，康復後二度野放山林。2025年2月，被發現下山向玉里方向靠近（被目擊三度出沒入侵校園及果園），同年3月8日，又被拍到在路上遊蕩。花蓮林保署接獲通報，決定隔日（9日）啟動捕捉收容處理[61]。

- 2023年12月26日，一隻台灣黑熊（母）被巡水路之民眾目擊受困於臺中和平區松茂山林道林區[62]，其右前掌誤觸金屬套索陷阱（疑似已脫臼分離），經通報後歷時10幾小時營救至臺中林保署相關施救單位療養。於野放前促讓泰雅族松茂部落耆老祈福祝禱（被命名為 Lisayung）。其經過4個月的醫療照養（除右前掌截肢外），其餘條件經評估已符合野放標準，已於2024年4月進行異地野放[63] 。

- 2025年3月19日，花蓮林保署接獲通報，於2024年因直闖民眾養雞場偷吃雞隻（計逾400隻）而遭逮捕管束的台灣黑熊（公，被捕捉時體重125公斤）[64]，於同年12月重新野放（後其命名為阿里曼西肯），不到半年再度犯案，遭林保署重新逮捕管束，後續是否再度野放，將再評估[65]。同年4月21日晚間21時許，（編號：BB02，4年前繫放之公熊）因擅闖民居造成當地民眾驚慌無措（4月11、20日目擊，中正雞舍、4月16日通報：損失1狗4雞隻、4月21日通報：再次損失狗隻），前後共計：狗4隻、雞10幾隻之損耗。花蓮林保署接獲通報後，由森林護管員執行驅趕作業，過程中引發人熊衝突致而遭槍擊逃脫後不治亡[66][67]。

## 影響
- 誤解1：原住民運用於捕獵當地禍害—野豬之套索（過於堅實），被黑熊誤踩在驚慌掙扎中，促讓前後肢致殘。由於案發頻繁，廣大民眾因誤解錯判而致謠言四起。
- 誤解2：原住民之「人、熊距離」，實際狀態與理論預期差別過大（近年來，在地黑熊已逐步向著淺山區域活動，而最近距離曾拉近到距周遭500公尺）。
- 民眾熱心的通報案件，光是2023年就有7件（也有新聞說是10件，且大都集中在海端鄉與卓溪鄉）[26][63]。
- 屏科大教授黃美秀懇切的建議：「如果居民只是通報後領獎金，對黑熊的誤解依然存在，然後他的相關行為依舊沒有改善。政府接下來也就會疲於奔命的救傷，可是民眾的作為，依舊沒有跟著提升。針對野生動物危害防制的管理，須適當的積極與主動，避免誤傷非目標之物種」。

## 建議
- 野生動物危害防制的管理，須適當的積極與主動[63]。
- 加強狩獵管理、獵具的監控。
- 政府應盤點黑熊出沒熱區，避免類似事件重演，耗費過多的社會成本。

## 改善
卓溪鄉：
- 測試、推廣、改良式獵具（截至2023年12月底，已換發249組改良式獵具）[68]。
- 盤點黑熊出沒熱區（卓溪鄉）：紅外線偵測自動相機監測巡守與維護—3年中10部落〈30位布農族人—250人次〉。
- 加入黑熊生態服務給付巡守（中正、秀巒、白端、南安……等部落）。
- 積極參與黑熊回報與相關獸害訪談與黑熊共處自身經驗分享，
- 降低人熊衝突：私人財產之阻隔電網、驚擾熊鈴、炮仗、防熊噴霧[64]。

## 吉祥物

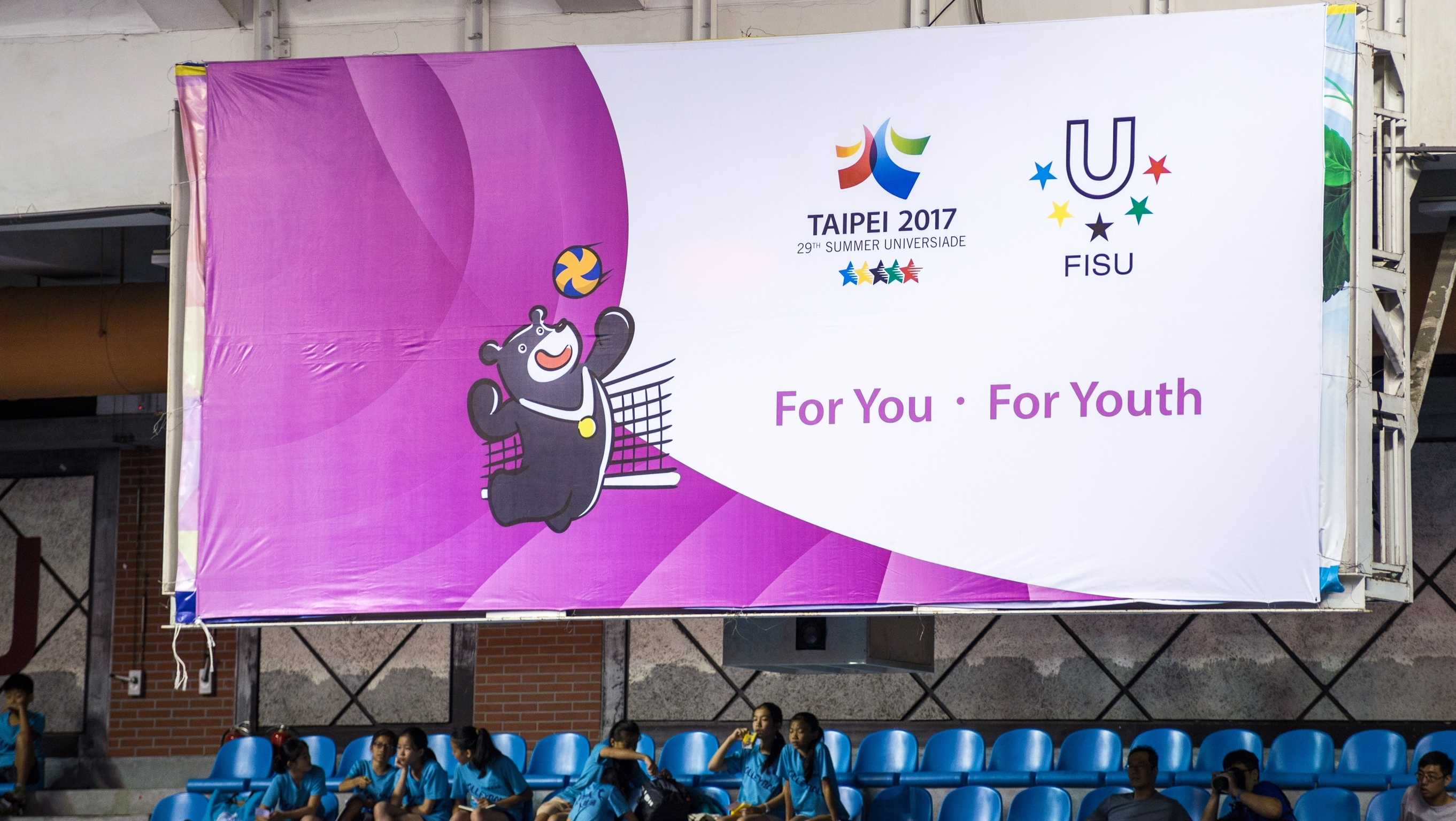
2017年臺北世界大學運動會吉祥物熊讚

台灣黑熊是台灣特有的黑熊亞種，所以有些機構以台灣黑熊為藍本設計吉祥物。
- 熊讚，2017年台北世大運及台北市吉祥物「Bravo」
- 高雄熊，高雄市吉祥物「Hero」
- 喔熊，台灣觀光局吉祥物「OhBear」
- 黑啤，臺灣吧旗下動畫角色「BEERU」
- 威熊，威航吉祥物「V air」
- 台鐵便當餐旅熊，台鐵吉祥物「鐵魯、漢娜將」
- 寧夏熊，寧夏夜市吉祥物